# Божићна печеница (филм)
Божићна печеница је српски филм из 2007. године. Режирао га је Слободан Радовић, а сценарио је написала Јелица Зупанц по истоименој новели Стевана Сремца.

## Радња
Ова топла и духовита прича пружиће публици прилику да ужива у хумору Стевана Сремца и његовом смислу за детаљ и карактере, као и изузетно комичним углом гледања на свакидашњицу нашег малог, обичног човека у Србији крајем 19. века, где се иза привидне озбиљности малограђанског живота открива неозбиљна, банална, смешна страна живота уопште. 
Слављење Божића је прилика да се, не само подсетимо на наше обичаје и традицију, сопствене врлине и мане, већ и претеривања. Сналажљиви чиновничић поштанског надлештва Јова Максић не баш сасвим случајно позвао је на божићни ручак свог младог колегу полаженика Павла Постиљоновића. Лепи обичаји ће се овде преплитати са смешним ситуацијама, а домаћин ће покушати да искористи ситуацију за још једну новчану позајмицу. Писац ће нам оставити отворено питање: ко је овде заправо истинска божићна печеница, прасе или млади полаженик Паја.

## Улоге
| Глумац             | Улога                   |
| ------------------ | ----------------------- |
| Светислав Гонцић   | Јован Максић            |
| Драгиша Милојковић | Павле Постиљоновић      |
| Бранка Пујић       | Каја Максић - супруга   |
| Борис Пинговић     | Стеван Сремац - Наратор |
| Небојша Кундачина  | Тодор - Јованов шеф     |
| Миле Станковић     | Сељак на пијаци         |
| Жељка Стричевић    | Наста - конобарица      |
| Драган Вујић       | Кристијан - Немац       |